# Buur Heybe
Der Buur Heybe (weitere Schreibweisen: Bur Eibe, Heibi u. a.) ist der größte von zahlreichen Inselbergen aus Granit im Gebiet Doi oder Dooy in der Region Bay im Süden Somalias und eine bedeutende archäologische Fundstätte. Er liegt nordöstlich der Stadt Buurhakaba.
Der Name bedeutet so viel wie „Tonsand-Berg“ und verweist auf die Vorkommen von Ton in der Umgebung, die zur Töpferei genutzt werden. Um den Buur Eybe leben die Eyle, traditionell Jäger und Sammler, heute als Bauern und Viehzüchter, Teilzeit-Jäger und Töpfer. Ihretwegen wird der Berg auch Buur Eyle genannt. Ihre wichtigste Ortschaft ist Berdaale, weitere Dörfer sind Muuney und Howaal Dheeri. Regen, der vom Berg abfließt, sammelt sich in künstlichen Becken wie auch in natürlichen Quellen, Zisternen und Bassins und bildet somit eine der wenigen ganzjährigen Wasserquellen in der Region. Auch die Fauna und Flora ist wesentlich reichhaltiger als in der Umgebung, womit der Buur Heybe wichtige Ressourcen bietet.
Der italienische Archäologe Paolo Graziosi entdeckte 1935 das mit prähistorischen Malereien versehene Felsdach Gogoshiis Qabe und führte dort die erste professionelle Ausgrabung im heutigen Somalia durch. Dabei kam eine kontinuierliche Abfolge von Schichten aus dem Middle Stone Age und Late Stone Age mit zahlreichen Artefakten und tierischen Überresten zum Vorschein. John Desmond Clark befasste sich 1954 ebenfalls mit Buur Heybe. Weitere Untersuchungen wurden in den 1980er Jahren im Rahmen des Buur Ecological and Archaeological Project (BEAP) unter Steven Brandt durchgeführt. 
Hierbei wurden Skelette oder Skelettreste von 14 Menschen gefunden. Neun davon wurden aufgrund von Untersuchungen des enthaltenen Apatits auf 8100–5400 Before Present datiert.